# Tionne Watkins
Tionne Tenese Watkins, nota anche con lo pseudonimo di T-Boz (Des Moines, 26 aprile 1970), è una cantante, compositrice, ballerina attrice e musicista statunitense, conosciuta come membro del gruppo musicale TLC.

## Biografia
Nata in Iowa, si trasferisce da piccola con la famiglia ad Atlanta (Georgia). Da bambina le viene diagnosticata l'anemia drepanocitica. Nel 1990-1991 nasce il gruppo R&B TLC, composto da Tionne con Lisa "Left Eye" Lopes e Rozonda "Chilli" Thomas. Le TLC diventeranno uno dei gruppi al femminile più venduti di sempre nel mondo.
Dopo la morte di Lisa Lopes (aprile 2002), Chilli e T-Boz si sono esibite solo occasionalmente come duo.
T-Boz ha pubblicato anche alcuni singoli da solista, come Touch Myself per la colonna sonora del film Inseguiti e My Gateway per la colonna sonora di Rugrats in Paris. Ha collaborato con Da Brat, Raphael Saadiq, Paula Cole, Keith Sweat e Society of Soul.
Ha lavorato come attrice nel film Belly di Hype Williams e in un episodio di Living Single. È stata tra i produttori del film ATL (2006) diretto da Chris Robinson e della serie TV R U the Girl? (2005).
Nel 1999 ha pubblicato Thoughts, un libro semi-autobiografico.

## Vita privata
Dal 2000 al 2004 è stata sposata con il rapper Mack 10, dal quale ha avuto anche una figlia. Dal 1996 ha pubblicamente dichiarato di soffrire di anemia falciforme, che l'ha spesso tenuta lontana dalle scene.